# Picabo Street
Picabo Street (IPA: /ˈpiːkəbuː/; Triumph, 3 aprile 1971) è un'ex sciatrice alpina statunitense specialista delle prove veloci, campionessa olimpica nel supergigante a Nagano 1998, campionessa iridata nella discesa libera a Sierra Nevada 1996 e vincitrice di due Coppe del Mondo di discesa libera.

## Biografia
Nata in casa nel villaggio di Triumph, in Idaho, e cresciuta dai genitori secondo i dettami di vita hippy, Picabo venne così chiamata solo all'età di tre anni; il nome deriva dalla lingua shoshoni, una delle lingue native americane, e significa "acqua scintillante".

### Carriera sciistica

#### Stagioni 1988-1995
La Street debuttò in campo internazionale in occasione dei Mondiali juniores di Madonna di Campiglio 1988; nel 1991 e nel 1992 vinse la Nor-Am Cup. In Coppa del Mondo il suo primo piazzamento di rilievo fu il 22º posto ottenuto nello slalom gigante disputato a Steamboat Springs il 6 dicembre 1992 e nella stessa stagione esordì ai Campionati mondiali: nella rassegna iridata di Morioka vinse la medaglia d'argento nella combinata e si piazzò 10ª nella discesa libera. In seguito, il 13 marzo a Lillehammer Kvitfjell, salì per la prima volta sul podio in Coppa del Mondo classificandosi 2ª in discesa libera.
Ai XVII Giochi olimpici invernali di Lillehammer 1994, sua prima presenza olimpica, vinse la medaglia d'argento nella discesa libera e si piazzò 19ª nella combinata. Il 9 dicembre 1994 vinse a Lake Louise la sua prima gara di Coppa del Mondo, una discesa libera; nel prosieguo della stagione colse altri 8 podi. Con 6 vittorie complessive, tutte in discesa libera (tra queste le prestigiose gare disputate sulla Olimpia delle Tofane di Cortina d'Ampezzo e sulla Stelvio di Bormio), si aggiudicò la sua prima Coppa del Mondo di specialità, con 216 punti di vantaggio su Hilary Lindh, e il 5º posto nella classifica generale.

#### Stagioni 1996-2002
Anche nel 1995-1996 vinse la Coppa del Mondo di discesa libera, con 155 punti in più di Katja Seizinger; i suoi podi in quella stagione furono 7, con 3 vittorie (bissò tra l'altro il successo di Cortina d'Ampezzo dell'anno precedente) e in classifica generale fu 6ª. Ai Mondiali della Sierra Nevada, sua ultima presenza iridata, andò a medaglia in entrambe le gare cui prese parte, con l'oro nella discesa libera e il bronzo nel supergigante; sul finire della stagione colse a Narvik la sua ultima vittoria (il 29 febbraio) e il suo ultimo podio (il 1º marzo, un 2º posto) di Coppa del Mondo in carriera.
Ai XVIII Giochi olimpici invernali di Nagano 1998 vinse la medaglia d'oro nel supergigante e si piazzò 6ª nella discesa libera; poco dopo subì un grave infortunio, che le impedì di gareggiare fino all'inizio della stagione 2000-2001. Il 26 gennaio 2002 disputò a Cortina d'Ampezzo la sua ultima gara di Coppa del Mondo, una discesa libera che chiuse al 19º posto, e si congedò dalle competizioni in occasione dei XIX Giochi olimpici invernali di Salt Lake City 2002, quando fu 16ª nella discesa libera.

### Altre attività
Dopo il ritiro vive a Portland; ai XX Giochi olimpici invernali di Torino 2006 ha collaborato con la trasmissione televisiva della NBC The Today Show.

## Palmarès

### Olimpiadi
- 2 medaglie:
  - 1 oro (supergigante a Nagano 1998)
  - 1 argento (discesa libera a Lillehammer 1994)

### Mondiali
- 3 medaglie:
  - 1 oro (discesa libera a Sierra Nevada 1996)
  - 1 argento (combinata a Morioka 1993)
  - 1 bronzo (supergigante a Sierra Nevada 1996)

### Coppa del Mondo
- Miglior piazzamento in classifica generale: 5ª nel 1995
- Vincitrice della Coppa del Mondo di discesa libera nel 1995 e nel 1996
- 17 podi:
  - 9 vittorie (tutte in discesa libera)
  - 6 secondi posti
  - 2 terzi posti

#### Coppa del Mondo - vittorie
| Data             | Località             | Paese    | Specialità |
| ---------------- | -------------------- | -------- | ---------- |
| 9 dicembre 1994  | Lake Louise          | Canada   | DH         |
| 20 gennaio 1995  | Cortina d'Ampezzo    | Italia   | DH         |
| 17 febbraio 1995 | Åre                  | Svezia   | DH         |
| 5 marzo 1995     | Saalbach-Hinterglemm | Austria  | DH         |
| 11 marzo 1995    | Lenzerheide          | Svizzera | DH         |
| 15 marzo 1995    | Bormio               | Italia   | DH         |
| 12 dicembre 1995 | Lake Louise          | Canada   | DH         |
| 19 gennaio 1996  | Cortina d'Ampezzo    | Italia   | DH         |
| 29 febbraio 1996 | Narvik               | Norvegia | DH         |

Legenda:

DH = discesa libera

### Nor-Am Cup
- Vincitrice della Nor-Am Cup nel 1991 e nel 1992[3]
- Vincitrice della classifica di discesa libera nel 2001
- 7 podi (dati dalla stagione 1994-1995):
  - 6 vittorie
  - 1 terzo posto

#### Nor-Am Cup - vittorie
| Data             | Località  | Paese       | Specialità |
| ---------------- | --------- | ----------- | ---------- |
| 2 gennaio 1995   | Sugarloaf | Stati Uniti | SG         |
| 28 febbraio 2001 | Whistler  | Canada      | DH         |
| 1º marzo 2001    | Whistler  | Canada      | DH         |
| 2 marzo 2001     | Whistler  | Canada      | SG         |
| 3 marzo 2001     | Whistler  | Canada      | SG         |
| 18 marzo 2001    | Snowbasin | Stati Uniti | DH         |

Legenda:

DH = discesa libera

SG = supergigante

### Campionati statunitensi
- 6 medaglie (dati parziali fino alla stagione 1994-1995)[5]:
  - 4 ori (supergigante[6] nel 1993; discesa libera[6] nel 1994; discesa libera, supergigante nel 1996)
  - 1 argento (discesa libera nel 2001)
  - 1 bronzo (discesa libera[7] nel 1991)